# Ureidoglicolato deidrogenasi
La ureidoglicolato deidrogenasi è un enzima appartenente alla classe delle ossidoreduttasi, che catalizza la seguente reazione:
(S)-ureidoglicolato + NAD(P)+ ⇄ ossalureato + NAD(P)H + H+